# 丘处机
丘處機（1148年2月10日—1227年8月22日），或邱處機，字通密，道號長春子，山東棲霞人，金末元初全真道道士。丘處機為金世宗、金章宗、金卫绍王、金宣宗和元太祖成吉思汗敬重，並因遠赴西域谏言成吉思汗「上至帝王，降及民庶，尊卑雖異，性命各同耳。」而劝阻屠杀而聞名。在道教史和信仰上，丘處機被奉為全真道「北七真」之一，以及龍門派的祖師。元世祖封號「長春演道主教真人」，元武宗加封「長春全德神化明應真君」。

## 生平

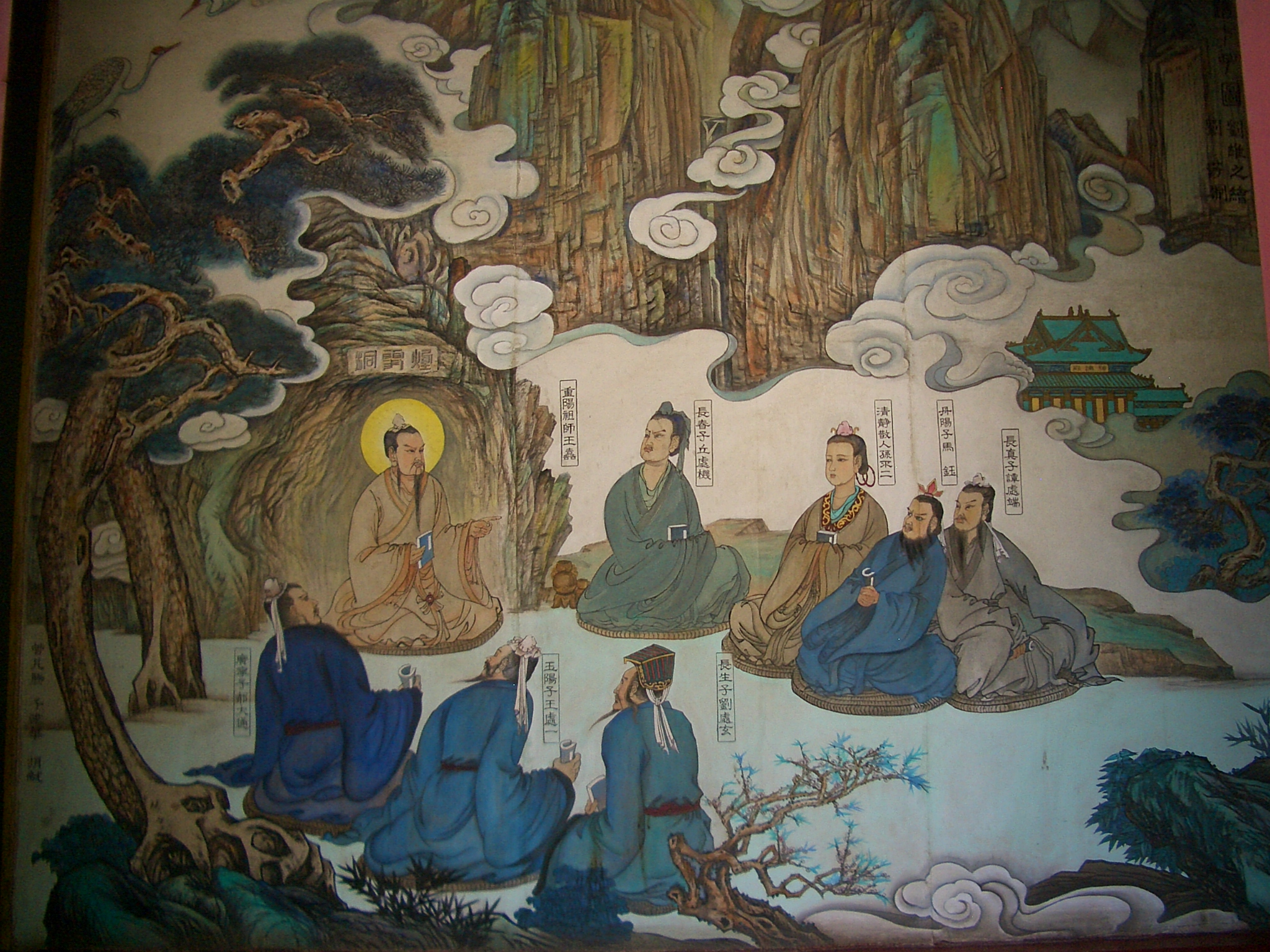
王重陽与北七真，中间端坐者为王重阳。丘處機居其左首第一

丘處機本名不詳，金熙宗皇統八年戊辰正月十九日（1148年2月10日）生於山東登州棲霞。1166年開始學道。1167年拜全真道祖師王重陽為師，王重陽為他訓名處機，字通密，號長春子。1168至1170年間，丘處機跟隨王重陽在山東和河南傳教。1170年春，王重陽在河南汴梁逝世後，丘處機跟隨同門馬鈺、譚處端和劉處玄到陝西終南山拜會王重陽的朋友，及後於1172年將王重陽遷葬終南山。
1174年為王重陽守喪的期限屆滿後，丘處機先後在陝西寶雞磻溪和隴州龍門山修煉十餘年，自此聲望日隆。1186年冬，他重返終南山主持「祖庭」（今重陽萬壽宮）事務。
金世宗大定二十八年春（1188年），應金世宗的诏书邀請前往燕京會面，受命主持万春节醮事，留居官庵，期间获得金世宗三次召见。他在燕京留居半年後，当年秋天得到同意返回的圣旨，1189年春，返回終南山祖庭。
1191年冬，由於金章宗限制全真道在陝西的活動，丘處機被迫帶領部分弟子回到故鄉棲霞。稍後，他將舊宅拓建為太虛觀，繼續弘揚道法。
金哀宗正大四年丁亥七月初九（1227年8月22日），丘處機於金京師大長春宮葆光堂端坐而逝。

### 掌教時期
1203年劉處玄逝世，丘處機成為全真道第五任掌教。丘處機掌教時間長達二十四年，期間他在政治和社會上積極發揮自己的影響，使全真道的發展進入興盛時期。
金章宗泰和七年（1207年），金章宗和李元妃先后赐额与《玄都宝藏》予栖霞太虚观。  
金卫绍王大安三年（1211年），丘处机奉金卫绍王诏书前往中都，游德兴琅山。
在1203至1219年間，他在山東蓬萊、芝陽、掖縣、北海和膠西等地傳教。
金宣宗贞祐二年（1214年），山東登州、宁海州发生农民起义，金朝駙馬都尉仆散安贞請丘處機協助招撫亂民，憑藉丘處機的聲望，登州和萊州等地很快恢復平靜；朝廷赐赠封號“自然应化弘教大师”。
金宣宗贞祐四年（1216年），金宣宗下诏派东平军王庭玉召丘处机赴汴梁，但丘处机认为金朝皇帝有“不仁之恶”，推辞未前往。
宋宁宗嘉定十二年（1219年）夏天，宋宁宗派遣将领李全、彭义斌持诏书敦请丘处机赴临安，丘处机认为南宋皇帝有“失政之罪”，也推辞未前往。

### 成吉思汗的邀請
元太祖十四年（1219年）农历五月，成吉思汗派使者劉仲祿等人携带诏书前往山东邀请丘处机前往蒙古帝国相见，1219年农历十二月，劉仲祿到达山東莱州昊天观，奉命邀請丘處機前往蒙古帝国與成吉思汗鐵木真會面，經一再推辭及鐵木真再發言辭真切的詔書后，丘處機在詢問天意後说：“我循天理而行，天使行处无敢违。”遂同意前往。
元太祖十五年（1220年）农历正月，丘处机挑选门人弟子赵道坚、宋道安、尹志平、李志常等十八名弟子離開山東昊天观，启程西去，這時他已經年屆73歲。几个月后到达大蒙古国统治的燕京（原金朝中都，1215年5月31日被蒙古帝国攻陷后改名燕京），丘处机一行人入驻玉虚观，得到当地官员的热情接待。此时，丘处机听说成吉思汗已经于1219年农历六月统兵西征中亚的花剌子模沙朝，而自己年事已高倦冒风沙，欲约成吉思汗来燕京会见，于是写了一份陈情表。刘仲禄乃令曷剌急驰报告成吉思汗。成吉思汗忙于西征战事，不能东到燕京，便写了回复诏书，派遣曷剌带回复丘处机。
丘处机知道燕京会见不可能，便于1221年春天继续西行。当时刘仲禄欲为成吉思汗挑选处女，丘处机当即劝阻，他说，“春秋时期齐景公为了削弱鲁国，派人挑选美女80人送给鲁定公。定公与国相季氏朝欢暮乐，朝政日衰，孔子为此指责定公：君相沉溺于声色，国家何以图强？”后成吉思汗知悉而罢选。
元太祖十六年（1221年）四月出居庸关，途經漠南和中亞地區，在漠北草原拜会铁木哥斡赤斤后一路西行，途经镇海城时接纳田镇海的建议留下宋道安、李志常等九名弟子修建栖霞观，然后再经回纥城、昌八刺城、阿里马城、赛蓝城。於1221年冬天抵達撒馬爾干。
元太祖十七年（1222年）四月，丘处机途经铁门关抵达「大雪山」（今興都庫什山脈）八鲁湾行宫觐见成吉思汗，实现了龙马相会（成吉思汗属马，丘处机属龙）。成吉思汗稱他為「神仙」。同年秋冬，成吉思汗三次召见丘處機，詢問治國和養生的方法，丘處機向他以「敬天愛民」、減少屠杀、清心寡欲等為回應。及後，成吉思汗下詔耶律楚材將這幾次的對話編集成《玄風慶會錄》，全書皆為勸善養生之道。
元太祖十八年（1223年）春天，丘處機向成吉思汗辭行，成吉思汗下詔豁免全真道的賦役，並沿途派兵護送，一行人於冬天抵達宣德府。
跟随丘处机一路西行的十八名弟子之一的李志常（1193年－1256年，1238年－1256年为全真教掌教），根据一路上的西行见闻，后来写成《长春真人西游记》一书，具有重要的史料价值。

### 晚年

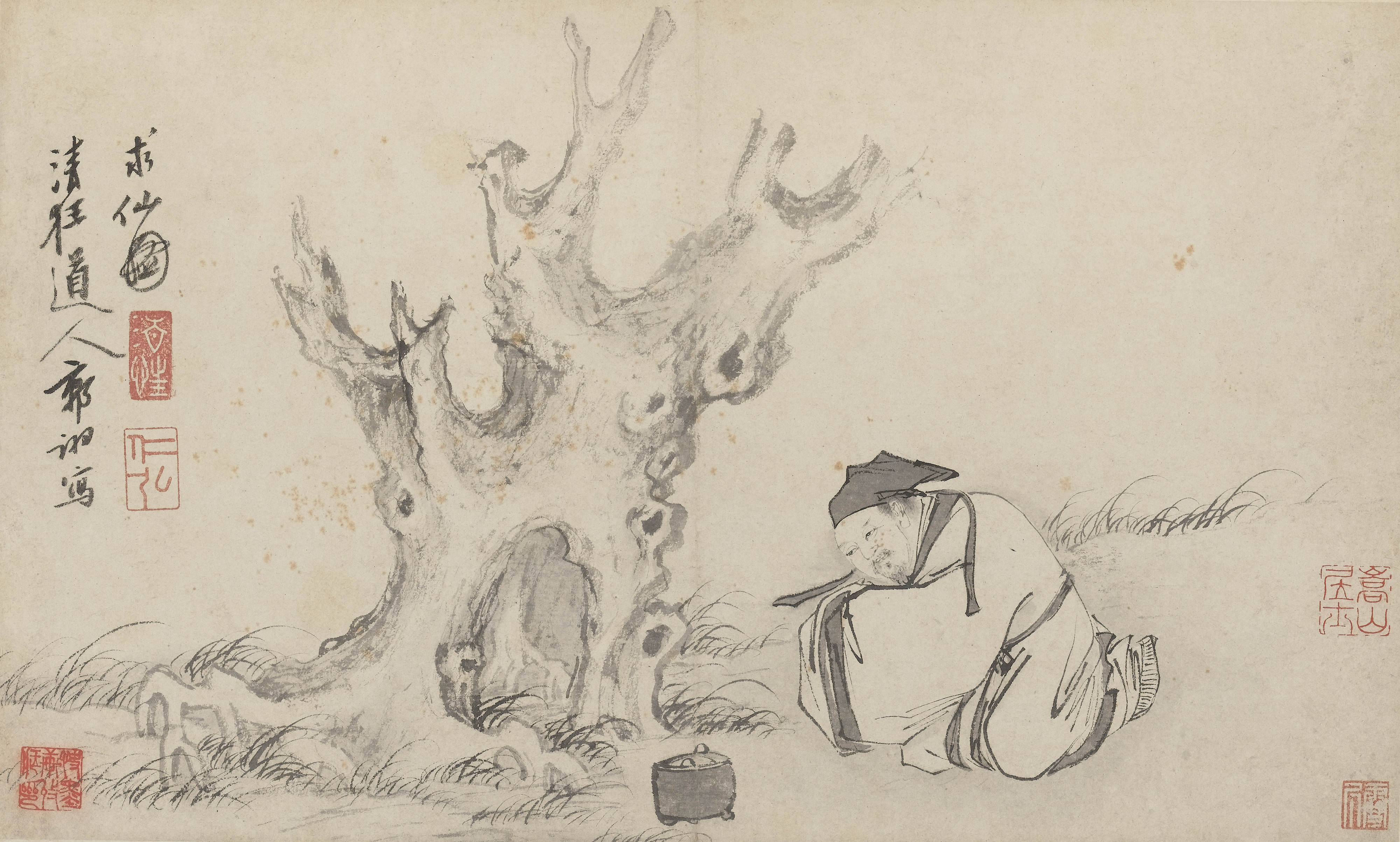
丘處機，郭诩繪

元太祖十九年(1224年)农历二月初七，丘處機應燕京行中书省尚书石抹咸得卜的邀請主持天長觀，是时教门大兴，当地的道众组织了“燕京八会”。（平等、长春、灵宝、长生、明真、平安、消灾、万莲）同年，丘处机持圣旨拯救数万生灵。《元史·丘处机传》记载：“此时，国兵践蹂中原，河南、（河）北尤甚，民罹俘戮无所逃命。处机还燕京，使其徒牒牌招求于战伐之余，由是为人奴者得复为良，与濒死而更生者，毋虑二三万人，中州人至今称道之。”自此，全真教盛极一时，丘处机的声誉亦登峰造极。寺庙改道观、宗教上信奉佛教更道教者不计其数。
元太祖二十年（1225年）秋天，燕京行中书省宣抚使王楫以“荧惑犯尾”请丘处机作醮祈禳。
元太祖二十一年（1226年）春天，丘处机应邀到蓟县盘山启建黄箓。1226年夏，燕京大旱，丘处机为百姓设醮祈雨，非常灵验，很快下雨。  
元太祖二十二年农历五月（1227年），燕京大旱，丘处机为百姓设醮祈雨，天马上就下雨，被誉作“神仙雨”。
1227年农历五月二十五日，王志明自秦州前来传成吉思汗圣旨，圣旨中將天長觀改名長春宮（今北京白雲觀），北宫仙岛为万安宫，並賜「金虎牌」，以“道家事一切仰『神仙』處置”，即詔命丘處機掌管天下道教。诏书中还提到“朕常念神仙，神仙毋忘朕也。”，显示成吉思汗对丘处机的礼遇极高。
元太祖二十二年農曆七月初九日（1227年8月22日），丘處機在長春宮寶玄堂羽化逝世，享齡80歲。在逝世一周年，他的弟子將他安葬在長春宮內的處順堂。至元六年(1269年)，忽必烈下詔贈封他為「長春演道主教真人」，他去世三天後成吉思汗去世。
今山东崂山上清宫有丘处机衣冠冢。

### 作品
- 《磻溪集》
- 《鳴道集》（佚失）[2]
- 《長春真人西遊記》，李志常撰
- 《玄風慶會錄》，耶律楚材記述
- 《大丹直指》，作者存疑（戈國龍主張為施肩吾一系的丹道文獻）
- 《攝生消息論》，作者存疑

## 評價

### 正面評價
丘處機對成吉思汗的勸說，稍微減少了蒙古帝国進攻金国時的屠杀和破壞，使他在當時已得到大眾的高度評價，亦使全真道成為當時最興盛的宗教。
後世不少評價，都盛讚丘處機拯救生靈的功德，甚至超越他在宗教上的貢獻。
例如全真道道士撰寫的《金蓮正宗記》便收錄了一個故事，記載三個人在討論丘處機的貢獻，首兩個人分別稱許他的修煉精湛和弘道有功，而最後一人則批評兩者「見其小不見其大」，讚揚丘處機的最大貢獻是使「四百州半獲安生」，倖免於難的百姓「不啻乎百千萬億」。
明代民間戲曲也有一段，正一派道人、茅山派道人與全真派道人相遇，正一道人說他們的法術可以救出地獄中受苦的亡魂，這是道教的精華。茅山道人則說他們可以使信徒清修無礙，死後根本不可能墮入地獄。全真道人則表示，他們的祖師丘長春真人勸服了蒙古可汗，避免了中土遭到蒙古軍的彻底屠殺而變成人間地獄。另外兩人一聽此言，嘆服不已。
又清高宗撰寫一幅對聯，謂「萬古長生，不用餐霞求秘訣；一言止殺，始知濟世有奇功」，都表達了同類的看法，其中「一言止殺」四字成為簡括丘處機貢獻的常用詞。

### 負面評價
人類學家傑克·韋弗特福德教授曾經在其作品中聲稱丘處機只是一個貪婪的騙子。

## 爭議
北京晚報專欄史學研究作家黄逸質疑關於丘處機「一言止殺」一事的説法的正確性，其指出該説法缺乏可靠的文獻來源，而且這一説法有不少錯處。

## 延伸阅读
[在维基数据编辑]
 在维基文库阅读此作者作品（ 在维基共享资源阅览影像）
 《元史·卷202》，出自宋濂《元史》
 《新元史/卷243》，出自柯劭忞《新元史》

## 外部連結
- 《元史》卷二百二《丘处机传》（页面存档备份，存于）
- 《新元史》卷二百四十三《丘处机传》（页面存档备份，存于）
- 鄭素春：〈全真道士丘處機的生命觀與宗教實踐（页面存档备份，存于）〉。
- 山东省情网：丘处机光大全真教
- 長春真人小百科（页面存档备份，存于）
- 中華人：長春真人丘處機（页面存档备份，存于）
- 长春真人西游记（页面存档备份，存于）
- 元朝 耶律楚材 奉旨编录《玄风庆会录》全文